# Ulla Salzgeber
Ulla Salzgeber (ur. 5 sierpnia 1958 w Oberhausen) – niemiecka jeźdźczyni sportowa, wielokrotna medalistka olimpijska. 
Startuje w ujeżdżeniu. Na igrzyskach debiutowała w 2000 (w wieku 42 lat) i od razu zdobyła dwa medale: złoto w drużynie i brąz indywidualnie. Cztery lata później ponownie zdobyła złoto z drużyną, w rywalizacji indywidualnej przegrała jedynie z Holenderką Anky van Grunsven. Wielokrotnie stawała na podium mistrzostw świata. Największe sukcesy odnosiła na koniu Rusty. 

## Starty olimpijskie (medale)
Sydney 2000
- konkurs drużynowy (na koniu Rusty) -  złoto
- konkurs indywidualny (Rusty) -  brąz

Ateny 2004
- konkurs drużynowy (Rusty) -  złoto
- konkurs indywidualny (Rusty) -  srebro